# Regen (stad)
Regen is een gemeente in de Duitse deelstaat Beieren. Het is de Kreisstadt van het Landkreis Regen. De stad telt 10.888 inwoners.

## Bestuurlijke indeling
Regen bestaat uit 4 districten, Bürgerholz, Grubhügel, Riedham en St. Johann.
Tot de stad Regen behoren de dorpen: Aden, Augrub, Bärndorf, Bettmannsäge, Dreieck, Ebenhof, Ecklend, Edhof, Eggenried, Finkenried, Frauenmühle, Großseiboldsried, Huberhof, Kagerhof, Kattersdorf, Kerschlhöh, Kleinseiboldsried, Kreuzerhof, Kühhof, March, Maschenberg, Matzelsried, Metten, Neigerhöhe, Neigermühle, Neusohl, Obermitterdorf, Oberneumais, Oleumhütte, Pfistermühle, Pometsau, Poschetsried, Reinhartsmais, Richtplatz, Rinchnachmündt, Rohrbach, Sallitz, Schauerhof, Schlossau, Schochert, Schollenried, Schönhöh, Schützenhof, Schwaighof, Schweinhütt, Spitalhof, Sumpering, Tausendbach, Thanhof, Thurnhof, Weißenstein , Weißensteiner-Au, Wickersdorf, Wieshof en Windschnur.

## Geografie
Regen heeft een oppervlakte van 65,15 km² en ligt in het zuiden van Duitsland. Regen ligt aan de rivier Regen.

## Cultuur

### Musea
- Niederbayerische Landwirtschaftsmuseum (1988)
- Museum im Fressenden Haus
- Heimatmuseum Bergreichenstein
- Pscheidl-Krippe

### Galerieën
- "Galerie Kalina"

### Muziek
- Liedertafel Regen v.1852
- Spielmannszug FFW Regen e.V., 1973

## Bezienswaardigheden
- St. Michaelkerk
- St. Johannkerk
- Heilige Geest Kerk
- Evangelische Kerk
- Kateelruïne Weißenstein
- Gläserne Wald
- Marienbrunnen

### Parken
- Kurpark op het Regeninsel
- Waldschmidtpark

## Partnersteden
- Roth bei Nürnberg (Duitsland)

## Geboren
- Mike Spike Froidl (1964), beeldend kunstenaar, schrijver

Achslach ·
Arnbruck ·
Bayerisch Eisenstein ·
Bischofsmais ·
Böbrach ·
Bodenmais ·
Drachselsried ·
Frauenau ·
Geiersthal ·
Gotteszell ·
Kirchberg im Wald ·
Kirchdorf im Wald ·
Kollnburg ·
Langdorf ·
Lindberg ·
Patersdorf ·
Prackenbach ·
Regen ·
Rinchnach ·
Ruhmannsfelden ·
Teisnach ·
Viechtach ·
Zachenberg ·
Zwiesel